# Lea (Duits zangeres)
Lea (Kassel, 9 juli 1992) is de artiestennaam van Lea-Marie Becker. Zelf schrijft ze haar artiestennaam met hoofdletters als LEA.

## Biografie
Lea is de dochter van een fysiotherapeut en een muziektherapeut. Zij slaagde voor haar eindexamen aan de Jacob Grimm School in Kassel. Op 15-jarige leeftijd begon ze pianopopvideo's op YouTube te plaatsen onder haar voornaam Lea-Marie. Haar ballade Wo ist die Liebe hin werd meer dan 2,98 miljoen keer aangeklikt (stand maart 2022). Na haar schooltijd in Kassel verbleef ze zes maanden in Argentinië, waar ze werkte in een instelling voor kinderen. Deze ervaring inspireerde haar tot het schrijven van het lied Kennst du das. Ze studeerde muziek en speciaal onderwijs in Hannover.
Nadat haar interpretatie van het Hildegard Knef-lied So hat alles seinen Sinn op het verzamelalbum Für Hilde in 2015 verscheen, bracht het label Four Music in 2016 haar debuutalbum Vakuum uit. Daarin ging ze in op haar eerste relatie en het gevoel niet te weten waar thuis is.
In 2016 ging LEA als achtergrondzangeres met Mark Forster op tournee. Later op haar hit Zu dir zingt Forster de achtergrondzang in, en schrijft mee aan het nummer.
In 2017 ging ze voor het eerst op tournee, begeleid door Frederic Michel (drums, e-drums en muzikaal leider) en ondersteund door Hannes Porombka (gitaar en synthesizer).
In 2018 krijgt LEA de 'Durchstarter des Jahres'-Award van de verkiezing New Music Award 2018.
Een remix van Wohin willst du?, in samenwerking met het Duitse DJ-duo Gestört aber geil, bereikte nummer 11 in de Duitse singlehitlijst in 2017 en nummer 43 in Oostenrijk. Ze nam ook het nummer Be My Now op met Gestört aber geil, dat diende als themalied voor het achtste seizoen van The Bachelor. Dit Engelstalige nummer staat in contrast met haar muziek, die verder in het Duits is geschreven.
Op 22 juni 2018 bracht Lea Zu dir uit, de derde single van Zwischen meinen Zeilen. De single bereikte positie 54, haar hoogste positie in de Duitse singlehitlijst, en stond in totaal 21 weken genoteerd. In januari 2020 werd het nummer bekroond met een Gouden plaat voor meer dan 200.000 verkochte exemplaren. In augustus 2018 verscheen het nummer Immer wenn wir uns sehn, dat ze samen met acteur Aaron Hilmer (rolnaam Cyril) opnam voor de film Das schönste Mädchen der Welt. Een andere samenwerking, 110, werd uitgebracht in september 2019. Deze samenwerking met Capital Bra en Samra bereikte nummer één in de Duitse singlehitlijst. In hetzelfde jaar zong ze Guten Tag, liebes Glück met Max Raabe en het Palast Orchester voor een MTV unplugged-opname.
In 2020 was ze gastcoach in het team van Nico Santos in The Voice of Germany tijdens de Sing-Off ronde. Lea deed mee aan het 7e en 10e seizoen van Sing meinen Song - Das Tauschkonzert.
Op 9 april 2021 bracht Mark Forster zijn nieuwe single Drei Uhr nachts uit als duet. Nadat Forster al als co-writer had gewerkt voor Lea (Zu dir), was dit de eerste opname van het duo samen.
Sinds 2018 woont ze in Berlijn.

## Discografie

### Albums
- 2016: Vakuum
- 2018: Zwischen meinen Zeilen[4]
- 2020: Treppenhaus
- 2021: Fluss
- 2023: Bülowstraße